# Anisocentropus insularis
Anisocentropus insularis är en nattsländeart som beskrevs av Martynov 1930. Anisocentropus insularis ingår i släktet Anisocentropus och familjen Calamoceratidae. Inga underarter finns listade i Catalogue of Life.